# Раймундо Фернандес Вільяверде
Раймундо Фернандес Вільяверде-і-Гарсія дель Ріверо, маркіз Посо Рубіо (ісп. Raimundo Fernández Villaverde y García del Rivero; 20 січня 1848 — 15 липня 1905) — іспанський правник і політик, міністр юстиції, фінансів і внутрішніх справ, двічі очолював уряд Іспанії.